# Onšov (okres Pelhřimov)
Obec Onšov (německy Wonschow) se nachází v okrese Pelhřimov v Kraji Vysočina. Žije zde 241 obyvatel. Jižním okrajem obce protéká Martinický potok, který je levostranným přítokem řeky Želivky. V obci funguje domov důchodců.

## Historie
První písemná zmínka o obci pochází z roku 1252, kdy je uváděn Markvart z Onšova. Název obce je odvozen od zkratky osobního jména Ondřej → Oneš. V roce 1267 je v souvislosti s Onšovem zmíněn dvorský sudí Čéč.
V letech 1990–2006 působil jako starosta Vladislav Borek, od roku 2006 tuto funkci zastává Bohumila Urbánková.

## Pamětihodnosti

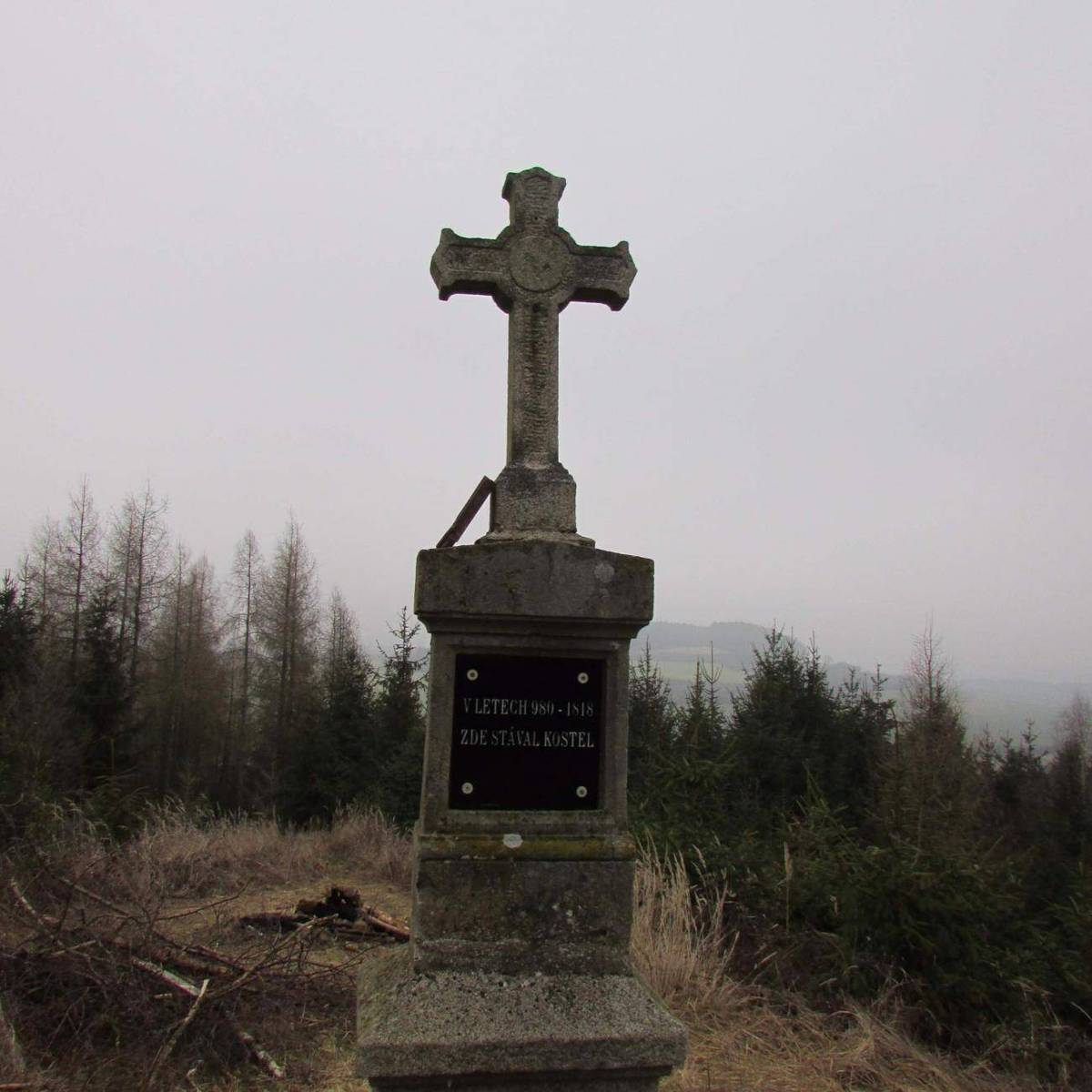
Kříž na vrchu Hůra označující místo, kde stával kostel Proměnění Páně. Na kříži je nápis V letech 980 – 1818 zde stával kostel

Na kopci Hůra (544 m n. m.) nad Onšovem stával do roku 1818, kdy byl zbořen, kostel Proměnění Páně. Pravděpodobně byl postaven v 16. století Simeonem Hraběšínským. Dochovaly se náhrobní kameny pánů z Lukavce.

### Kulturní památky
- Zámek Onšov postavený na místě, kde stávala tvrz z 13. století[5][9]
- Kostel svatého Martina
- Fara

## Části obce
- Onšov
- Chlovy
- Těškovice